# Залесская, Ольга Евгеньевна
Ольга Евгеньевна Залесская (род. 26 марта 1969 в Витебске) — поэт, автор-исполнитель. По специальности журналист.
Координатор проекта "Творческое объединение "Своя среда"".
Лауреат Регионального Вильнюсского фестиваля авторской песни (1988 г.). Лауреат Всесоюзного фестиваля авторской песни в Киеве (1990 г.), организатор концертов и фестивалей авторской песни в Беларуси (в том числе "Учись отдыхать", 2001 г., "Культурная эволюция", 2009 г. ),арт-директор Международных фестивалей "Большая бард-рыбалка" (Могилёвская обл.) и "Охота петь!" (ТК "Красный Бор", Витебская обл. Беларусь) гость и член жюри зарубежных фестивалей авторской песни в России, Украине,Чехии, Германии, Польше, Латвии, США, Израиле. Автор идеи и координатор международных проектов "Земля Высоцкого" и "Мир Окуджавы" (Гастроли: Россия, Беларусь, Польша, Чехия, Словакия, Австрия, Германия), миротворческого женского песенного проекта "ТриОль" (гастроли: Беларусь, Польша, Чехия). Участница международных проектов, посвященных классике авторской песни в Польше, Проекта "Брехт. Уэтс. Высоцкий" совместно с Тино Айсбреннером (Германия).
Стихи переведены на иврит, болгарский и польский языки. Автор и ведущая программы об авторской песне "Своя Среда" на "Альфа Радио" (Минск).
Переводчик
Автор книг, литератор
Музыкальные проекты:
"Безумная марта" с Трио Аркадия Эскина, 2003 г.
"Небесная таверна" с группой "WZ-Orchestra" (художественный руководитель Змицер Вайцюшкевич), 2008 г., проект презентован на фестивале МАМАКАБО-2008 (Коктебель).
"В поисках Другого формата: Ольга Залесская и музыканты Творческого объединения "Своя среда", 2011-2012 гг., проект презентован на фестивале "Платформа-2012" (Самара).
С 2009 года проводит Творческие встречи Ольги Залесской с известными музыкантами, авторами и исполнителями из мира авторской песни, джаза и блюза в рамках проекта "Своя среда" в минском клубе "Лисья нора".

## Дискография

### Кассеты
- «Небесной лодки тень» (1993)
- «Гадание на зеркале»
- «Гадание на яблоке»
- «Египетские сны»
- «Шахматы» (1999)

### Компакт-диски
- «Золотая мельница» (2000)
- «Небесная таверна» (2006)
- «Домашний театр» (2011)
- "Птицы рая" (2019)

## Сборники стихов, книги прозы
- «Голуби и крошки» (1995, Минск, 64 с., тираж 1500 экз.)
- «Август» (2000, Минск, 192 с.)
- "Полынь и лаванда"(2015, "Медыял", Минск)
- "Розовый жемчуг" (2016, Прага)

## Фотогалерея

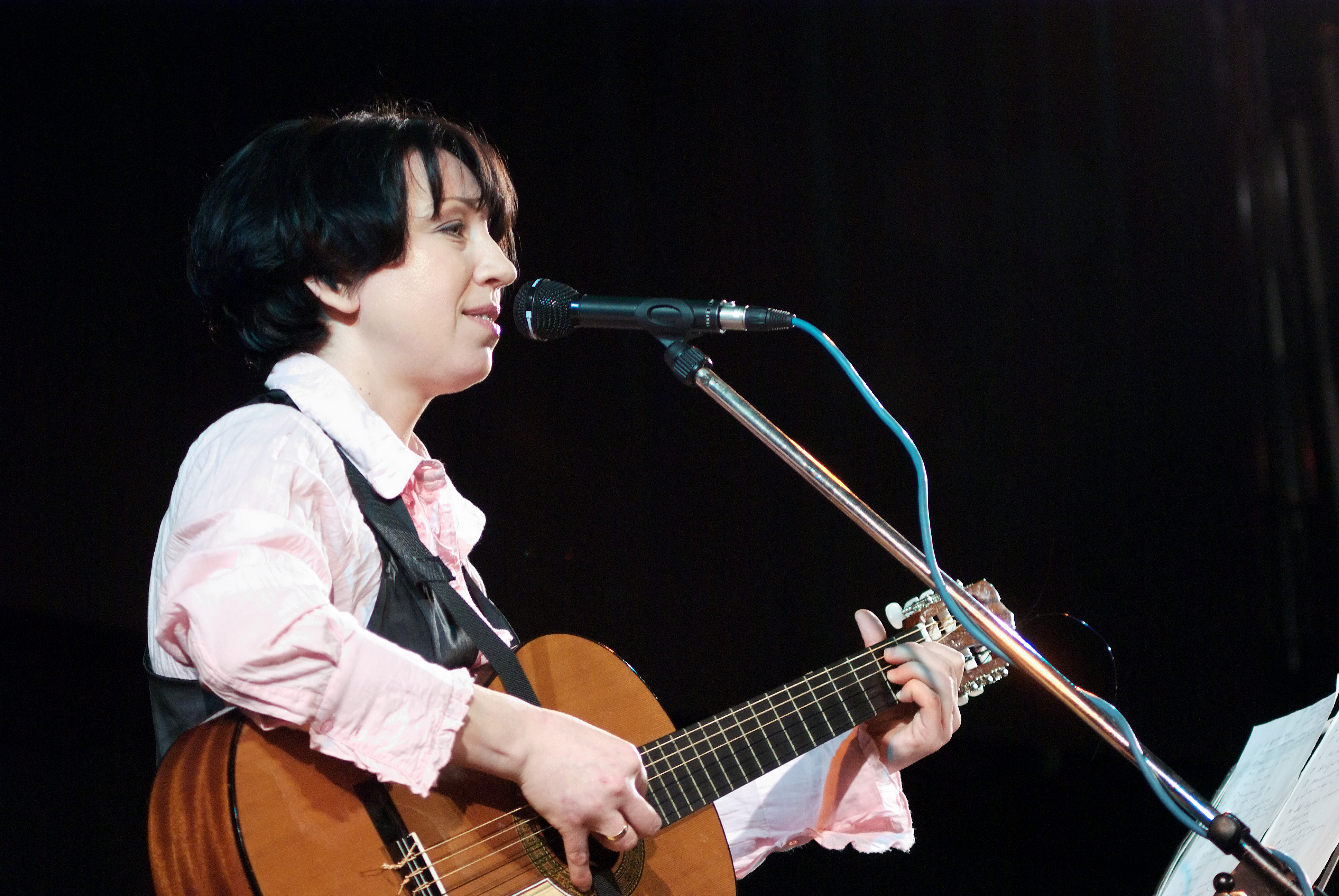
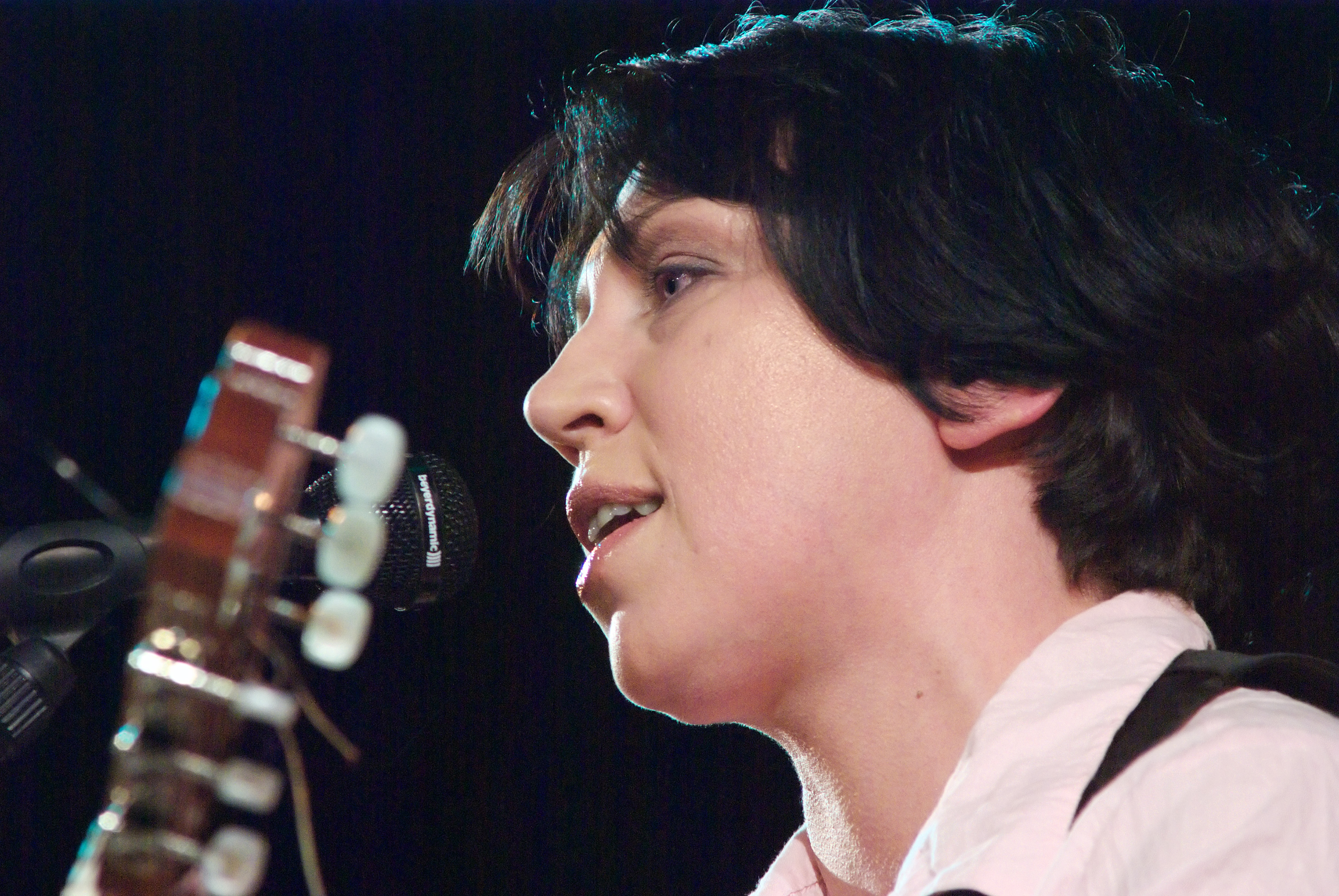